# 陈泽鹏
陈泽鹏（1996年5月18日—），中国足球运动员，潮汕人。生于广东省深圳市，籍貫揭阳市惠来县，现时由中超广州恒大租借至中甲联赛北京北体大效力，司职左边后卫。陈泽鹏初中三年级时被选入广东省全运队，之后随广州市代表队参加了第七届城运会，成长为广东省代表队的主力左后卫。全运会广东省代表队被淘汰后，陈泽鹏进入广州富力预备队，一直未获得出场机会。2015年夏天，他转会同城球队广州恒大。2016年7月10日，广州恒大主场对重庆力帆的比赛中，他首次在中超联赛亮相。

## 俱乐部生涯

### 早年
陈泽鹏籍貫广东揭阳惠来，生于深圳，在深圳长大。陈泽鹏的母亲来自广东清远。陈家是工薪家庭，陈泽鹏还有一个哥哥。2006年，他在深圳市南山区大冲小学读四年级时，学校组建校队，陈泽鹏被选入队中。小学毕业之后，他升入深圳市西丽第二中学，继续在校队踢球。据陈泽鹏回忆，小学和初中他的成绩都在班里都是中上水平。升入初三，为了准备中考，陈泽鹏渐渐远离足球。期间，校队教练打电话通知陈泽鹏，广东省准备组织一支球队参加全运会，正是陈泽鹏的年龄段。陈泽鹏说，他当时并不很想去，因为觉得自己球技一般，不过他的爸爸坚持要他去试训。尽管陈泽鹏的基本功不好，但是两天的试训过后教练看中了他的身体素质和体能，把他留了下来。据说那是陈泽鹏仍然不大想留在队里，想要回去继续准备中考，父亲的决定再次让他留了下来。随后，他错过了中考，走上了足球之路。
为了参加第七届城运会的比赛，广州市从广东省队借走了3名球员，陈泽鹏即为其中之一。广州队的教练是叶志斌，他安排陈泽鹏打左边后卫。叶志斌还让陈泽鹏加练基本功和传球，他的能力得以提高。作为广州队的主力，他随队拿到了2011年第七届全国城市运动会男子足球乙组亚军。回到省队，他随广东足协队拿到2012全国青少年男子足球联赛青年乙组（17岁以下）第四名。全运会时，他已经是广东队的主力左后卫。然而，广东队没能杀进中华人民共和国第十二届运动会男子足球乙组决赛，复赛败给了陕西队，排名第九，球队随后解散。

### 广州富力
在广东省代表队征战全运会期间，陈泽鹏相继收到了广州市两支中超球队的邀请。时任广州恒大主教练里皮的球探团队相中了陈泽鹏。那时陈泽鹏也是中国国青队的球员，国青队主教练黎兵兼任广州富力领队，广东省代表队主教练谢育新兼任广州富力预备队主教练。在国青队时，黎兵也向他发出了加盟富力的邀请。陈泽鹏认为富力队内竞争压力相对小一些，机会可能多一点，加上国青队主教练主动邀请，他决定选择富力。
2014年1月，广州富力主教练埃里克森将陈泽鹏等6名预备队球员上调一队。这个赛季，广州富力并未将陈泽鹏放进一队报名单。2015年孔特拉上任后，陈泽鹏随一队赴土耳其冬训，但他表现平平，随后又被安排随预备队比赛。这赛季他进入了中超和亚冠的报名单。广州富力的主力左后卫是姜至鹏，姜至鹏的替补是一名1993年出生的年轻球员，陈泽鹏是这位年轻球员的替补。由于姜至鹏几乎全勤，姜至鹏的替补只好踢预备队比赛以保持状态，陈泽鹏连预备队比赛上场的机会都没有。2015年夏季转会期最后几天，陈泽鹏联系了广州恒大俱乐部，询问对方是否还愿意签下自己，广州恒大给出了肯定的答案。据说，由于距离转会窗口关闭只有三四天时间，陈泽鹏对加盟恒大不抱希望，觉得自己会在广州富力度过2015年。大约两天之后，广州恒大办妥了转会手续，陈泽鹏在夏季转会窗的最后时刻加盟广州恒大。媒体称，转会费为数百万人民币。

### 广州恒大
2016年中超联赛第9轮，广州恒大主场迎战河北华夏幸福的焦点大战的赛前发布会上，主教练斯科拉里带陈泽鹏参加。根据中国足协的规定，参加赛前发布会的球员应当是比赛的首发球员。斯科拉里在新闻发布会上表示，陈泽鹏“每天训练都很辛苦，而且虚心学习”，比赛中可能会出场，但不确定会不会首发。斯科拉里最后没有派上陈泽鹏，广州恒大也因此吃到了2万元的罚单。7月7日，联赛并未进入休赛期，广州恒大与德甲球队沙尔克04进行了一场友谊赛，广州恒大出场球员以预备队球队为主，陈泽鹏打满全场，并在点球大战中罚进点球。7月10日，中超联赛第16轮主场对阵重庆力帆，第38分钟时首发左后卫刘健受伤下场，陈泽鹏迎来了自己的首场中超比赛。比赛中，他曾为郜林送出一脚斜传，但郜林未能将球打进。
2017年中超联赛，中国足协推出了U23球员政策。然而，身为U23球员的陈泽鹏仅在中超联赛中出场3次。9月23日客场与重庆力帆预备队的中超预备队比赛中，陈泽鹏辱骂对方球员，事后被中国足协处以禁赛三场、罚款1.5万元人民币的处罚。2018赛季，陈泽鹏没有进入广州恒大淘宝一线队名单。

### 北京北体大
2019年3月，中国足球甲级联赛俱乐部北京北体大宣布陈泽鹏租借加盟。

## 国家队
2013年2月，黎兵出掌中国国青队，备战2014年亞足聯U19青年錦標賽資格賽，陈泽鹏当时就被选入队里。中国国青队从预选赛晋级之后，中国足协决定改让郑雄出任主教练，带队去缅甸打2014年亞足聯U19青年錦標賽正赛。正赛中，陈泽鹏出场3次，他打满了与韩国队的小组赛。与日本队的小组赛，他出场37分钟。小组赛对阵越南，他上阵32分钟。中国国青队打进了八强，但是被卡塔尔淘汰，这一届中国国青队解散。陈泽鹏总计为这支国青队出场7次。